# Mash Out Posse (album)
| Recensione | Giudizio |
| ---------- | -------- |
| AllMusic   | [ 1 ]    |
| RapReviews | [ 2 ]    |

Mash Out Posse è il quinto album del gruppo hip hop statunitense M.O.P., pubblicato nel 2004. È composto per la maggior parte da brani rivisitati in chiave rock.
L'album riesce a entrare nella Top R&B/Hip Hop Albums statunitense di Billboard, non salendo sopra la 99ª posizione.

## Tracce
1. Conquerors – 2:40
2. Ground Zero – 4:09
3. Put It in the Air – 3:21
4. Calm Down – 3:01
5. Stand Clear – 3:46
6. Fire – 4:59
7. Hilltop Flava (No Sleep 'Til Brooklyn – 3:44
8. Stand Up – 4:55
9. Stress Y'All – 3:34
10. Raise Hell – 3:18
11. It's That Simple – 3:59
12. Get the Fuck Outta Here – 5:19
13. Ante Up/Robbin' Hoodz – 3:23

## Classifiche settimanali
| Classifica (2004)         | Posizione massima |
| ------------------------- | ----------------- |
| US Top R&B/Hip-Hop Albums | 99                |